# 貴代秀
貴代秀 （きよひで、本名：石本 操） は、熊本県天草市出身の演歌歌手。岐阜県可児市在住。好きな言葉は「なせば成る何事も！」。

## 経歴
第2回御園座KARAOKEフェスタに出演
2000年 天草魅恋デビュー
2002年 貴代秀ファンクラブ設立
2003年 あじさい歌謡祭り開催
2008年6月29日 第五回あじさい歌謡祭りが可児市文化創造センターにて開催される
2011年9月30日 第79回激カラ♪スターチャンネルで「おわら恋し風の盆」を歌唱（三重テレビ）
2011年10月7日 第83回激カラ♪スターチャンネルで「おんな残侠・椿のお龍」を歌唱（岐阜放送）
2011年10月10日 第79回激カラ♪スターチャンネルで「おわら恋し風の盆」を歌唱（岐阜放送）
2011年10月28日 第83回激カラ♪スターチャンネルで「おんな残侠・椿のお龍」を歌唱（三重テレビ）
2012年11月24日 第3回エンカプロふれあい歌謡祭で「おわら恋し風の盆」を歌唱（犬山ローレライ麦酒館）
2013年9月8日 岐阜県可児市長坂で舞い帯や腹話術、歌などを披露
2014年10月16日 デイサービス本郷ふふの2周年記念感謝祭に応援出演
2017年10月19日 デイサービス本郷ふふの5周年記念で公演
2018年7月22日 第3回エンカプロふれあいライブで「あなたの胸に」を歌唱
2018年10月18日 デイサービス本郷ふふの6周年イベントに参加

## 活動
奇数月には岐阜県可児市内の「可児市内花トピア可児デイケアセンター」で、偶数月には「可児市サンビュー可児デイケアセンター」で歌唱指導のボランティアを行っている。
また、岐阜県の可児市高齢者大学のカラオケ歌唱指導や各公民館施設での指導も行っており、デイケアハウスなどでボランティア活動に参加している。
かにかもFMでんでんの「縁・演・艶歌でジョイショー」でパーソナリティを務めていた。
毎月第一、第三火曜日の午前10時15分から12時15分まで可児カルチャーセンターにて火曜カラオケ
毎月第一、第三金曜日の午前10時15分から12時15分まで可児カルチャーセンターにて金曜カラオケ
毎月第一、第三土曜日の午前10時から12時まで可児カルチャーセンターにてきの和装学苑

## 所属
- 藤間流名取「藤間貴代秀」
- 前結び・きの和装学苑 着付け師範
- 日本音楽著作権協会 作詞会員
- 日本音楽審査員協会 支部長、歌謡教授、優良音楽審査員

## 楽曲
| タイトル                      | 歌手       | 作詞         | 作曲     | 編曲     | 登録カラオケ  | 公開･発売日 |
| ----------------------------- | ---------- | ------------ | -------- | -------- | ------------- | ----------- |
| おわら恋し風の盆              | 貴代秀     | 石本 操      | 馬渕陽光 | 馬渕陽光 | DAM, JOYSOUND | 1990年9月   |
| 阿蘇の雨                      | 貴代秀     | 大野ひろし   | 馬渕陽光 |          |               | 2001年      |
| 哀しい里・嵯峨野              | 貴代秀     | 大野ひろし   | 馬渕陽光 |          |               | 2001年      |
| おんな残侠･椿のお龍           | 貴代秀     | 大野ひろし   | 馬渕陽光 | 馬渕陽光 | DAM, JOYSOUND | 2003年      |
| しあわせ音頭                  | 貴代秀     | 大野ひろし   | 馬渕陽光 |          |               | 2003年      |
| 愛知・静岡県人会の歌 ふる里に | 貴代秀     | 大野ひろし   | 馬渕陽光 |          |               | 2004年      |
| 愛してチャチャチャ            | 伊藤めぐみ | 石本 操      |          |          | DAM           | 2007年      |
| あなたの胸に                  | 貴代秀     | 恵羅         | 馬渕陽光 | 馬渕陽光 | JOYSOUND      | 2018年以前  |
| 中山道恋唄                    | 貴代秀     | エディー加藤 | 馬渕陽光 |          | JOYSOUND      | 不明        |

## 出演
- エンカプロ 激カラ♪スターチャンネル
- かにかもFMでんでん 縁・演・艶歌でジョイショー